# Pseudoleskea yuennanensis
Pseudoleskea yuennanensis là một loài Rêu trong họ Leskeaceae. Loài này được Broth. mô tả khoa học đầu tiên năm 1924.